# Saint-Rémy-en-Mauges
Saint-Rémy-en-Mauges ([sɛ̃ ʁeˈmi ɑ̃ ˈmoʒ] ⓘ) ist eine Ortschaft und eine ehemalige französische Gemeinde mit 1430 Einwohnern (Stand: 1. Januar 2022) im Département Maine-et-Loire in der Region Pays de la Loire. Sie gehörte zum Arrondissement Cholet. Die Einwohner werden Rémygeois und Rémygeoises genannt.
Der Erlass des Präfekten vom 5. Oktober 2015 legte mit Wirkung zum 15. Dezember 2015 die Eingliederung von Saint-Rémy-en-Mauges als Commune déléguée zusammen mit den früheren Gemeinden Montrevault, Chaudron-en-Mauges, La Boissière-sur-Èvre, La Chaussaire, La Salle-et-Chapelle-Aubry, Le Fief-Sauvin, Le Fuilet, Le Puiset-Doré. Saint-Pierre-Montlimart und Saint-Quentin-en-Mauges zur Commune nouvelle Montrevault-sur-Èvre fest.

## Geografie

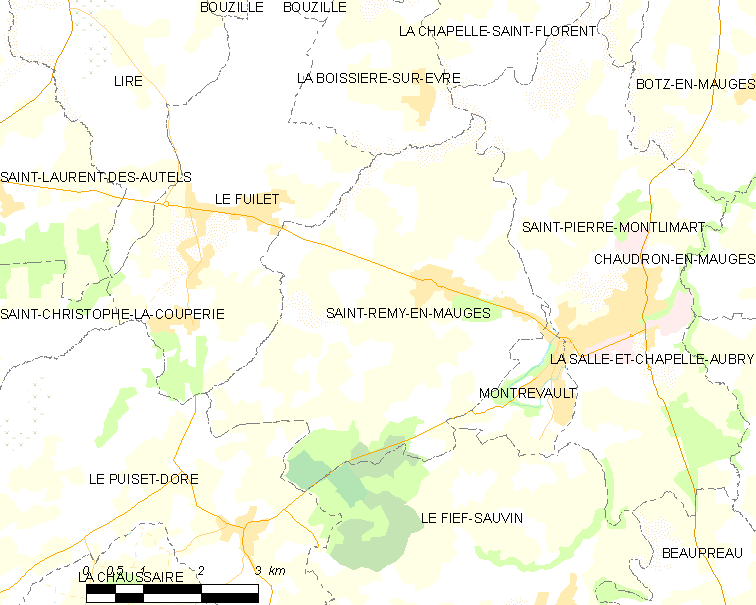
Karte von Saint-Rémy-en-Mauges

Saint-Rémy-en-Mauges liegt etwa 46 Kilometer südwestlich von Angers, etwa 28 Kilometer nordwestlich von Cholet und etwa 37 Kilometer ostnordöstlich von Nantes in der Région naturelle der Mauges, Teil der historischen Provinz des Anjou.
Das Ortsgebiet befindet sich im Einzugsgebiet der Loire und wird entwässert von der Èvre, die es im Osten begrenzt, und ihren Nebenflüssen, dem Ruisseau de l’Avoye, dem Ruisseau de la Croultière, den zeitweise trockenfallenden Ruisseau de la Rouillère und Ruisseau de Verret, dem Flüsschen Trézenne sowie von weiteren kleineren Fließgewässern.
Das Ortsareal zeigt eine hügelige Landschaft auf einer Hochebene an den südöstlichen Ausläufern des Armorikanischen Massivs mit Tälern insbesondere der Èvre und der Trézenne als markante Einschnitte. Aus geologischer Sicht befindet es sich auf metamorphem Gestein aus dem unteren Silur. Es besitzt im äußersten Nordwesten eine Anteil am ausgedehnten Wald Forêt de Leppo. Die Erhebungen sind in Richtung Süden höher und erreichen eine maximale Höhe von 109 m. Das Ortszentrum liegt auf etwa 84 m, der niedrigste Punkt wird mit 17 m Höhe im Norden beim Austritt der Èvre aus dem Ortsgebiet gemessen.
Umgeben wird Saint-Rémy-en-Mauges von sechs Communes déléguées von Montrevault-sur-Èvre:
|                                       | La Boissière-sur-Èvre (Montrevault-sur-Èvre) |                                                |
| Le Fuilet (Montrevault-sur-Èvre)      | Kompassrose, die auf Nachbargemeinden zeigt  | Saint-Pierre-Montlimart (Montrevault-sur-Èvre) |
| Le Puiset-Doré (Montrevault-sur-Èvre) | Le Fief-Sauvin (Montrevault-sur-Èvre)        | Montrevault (Montrevault-sur-Èvre)             |

## Geschichte
Frühere Formen des Ortsnamens waren: Ecclesia sancti Remigii (vor 1010), Altare sancti Remigii (1048–1058), Curtis et ecclesia sancti Remigii in pago Metallico (1058), St-Rémy-en-Mauges (16.–18. Jahrhundert), Saint Remy (1793), Saint-Remi-en-Mauges (1801).
Sechs Äxte aus poliertem Stein und ein abgeschlossener, elliptischer Bereich, abgeschlossen von einem enormen Graben und überragt von einem hohen Erdhügel sind Zeugen der Vergangenheit.
Die Pfarrgemeinde scheint sich ab dem 10. Jahrhundert gebildet zu haben. Kirche und Land gehörten dem Bischof Renaud II. in Angers, Sohn von Renaud Torench, der die Hälfte um das Jahr 1000 an die Abtei Saint-Serge in Angers stiftete. Mit der Besetzung der Truppen des Anjou unter Fulko Nerra von Anjou wurde der Besitz unter seinen Rittern verteilt. Die Ländereien von Saint-Serge fielen an den Vicomte von Le Mans Raoul, der 1058 den Mönchen ihren alten Teil zurückgab und ihnen zwei Jahre später die Erlaubnis erteilte, den Wald von Villeneuve zu roden. Der Seigneur von Petit-Montrevault, Tescelin, überließ ihnen etwa in der gleichen Zeit die andere Hälfte.
Das Lehen von Saint-Rémy war von La Bellière abhängig und gehörte 1467 der Witwe von Maurice de Bazouge und von 1577 bis 1593 der Familie Le Breil. Wenig später wurde es dem Land von Le Plessis-Clérembault zugefügt. Am Ende des Ancien Régime gehörte die Pfarrgemeinde zum Bistum Angers, zum Dekanat von der Mauges, zur Élection, Sénéchaussée, zum Présidial und Einzugsgebiet der Aides von Angers sowie zum Einzugsgebiet der Gabelle von Saint-Florent-le-Vieil.
Am 12. März 1793 begaben sich junge Bewohner von Saint-Rémy nach Saint-Florent-le-Vieil, um sich zur Einberufung zu widersetzen. Viele Bewohner wurden in der Folge Opfer von Vergeltungsmaßnahmen.
Die Eisenbahnlinie des Petit-Anjou von Nantes nach Cholet wurde 1899 in Betrieb genommen und durchquerte auch Saint-Rémy-en-Mauges. Ein 35 Meter hoher Viadukt zur Überbrückung des Èvre-Tals wurde von 1897 bis 1899 gebaut. Am 20. Juli 1944 durch Bombardement zerstört, wurde er neu gebaut, der Passagiertransport aber bereits am 27. März 1947 eingestellt.

## Bevölkerungsentwicklung
| Saint-Rémy-en-Mauges: Einwohnerzahlen von 1793 bis 2020                                                                    | Saint-Rémy-en-Mauges: Einwohnerzahlen von 1793 bis 2020 | Saint-Rémy-en-Mauges: Einwohnerzahlen von 1793 bis 2020 | Saint-Rémy-en-Mauges: Einwohnerzahlen von 1793 bis 2020 | Saint-Rémy-en-Mauges: Einwohnerzahlen von 1793 bis 2020 |
| --- | ------------------------------------------------------- | ------------------------------------------------------- | ------------------------------------------------------- | ------------------------------------------------------- |
| Jahr |                                                         |                                                         |                                                         | Einwohner                                               |
| 1793 | 1793                                                    |                                                         | 1.204                                                   | 1.204                                                   |
| 1800 | 1800                                                    |                                                         | 892                                                     | 892                                                     |
| 1806 | 1806                                                    |                                                         | 911                                                     | 911                                                     |
| 1821 | 1821                                                    |                                                         | 1.322                                                   | 1.322                                                   |
| 1831 | 1831                                                    |                                                         | 1.448                                                   | 1.448                                                   |
| 1836 | 1836                                                    |                                                         | 1.344                                                   | 1.344                                                   |
| 1841 | 1841                                                    |                                                         | 1.316                                                   | 1.316                                                   |
| 1846 | 1846                                                    |                                                         | 1.314                                                   | 1.314                                                   |
| 1851 | 1851                                                    |                                                         | 1.338                                                   | 1.338                                                   |
| 1856 | 1856                                                    |                                                         | 1.388                                                   | 1.388                                                   |
| 1861 | 1861                                                    |                                                         | 1.419                                                   | 1.419                                                   |
| 1866 | 1866                                                    |                                                         | 1.441                                                   | 1.441                                                   |
| 1872 | 1872                                                    |                                                         | 1.410                                                   | 1.410                                                   |
| 1876 | 1876                                                    |                                                         | 1.460                                                   | 1.460                                                   |
| 1881 | 1881                                                    |                                                         | 1.390                                                   | 1.390                                                   |
| 1886 | 1886                                                    |                                                         | 1.410                                                   | 1.410                                                   |
| 1891 | 1891                                                    |                                                         | 1.381                                                   | 1.381                                                   |
| 1896 | 1896                                                    |                                                         | 1.303                                                   | 1.303                                                   |
| 1901 | 1901                                                    |                                                         | 1.271                                                   | 1.271                                                   |
| 1906 | 1906                                                    |                                                         | 1.248                                                   | 1.248                                                   |
| 1911 | 1911                                                    |                                                         | 1.271                                                   | 1.271                                                   |
| 1921 | 1921                                                    |                                                         | 1.096                                                   | 1.096                                                   |
| 1926 | 1926                                                    |                                                         | 1.107                                                   | 1.107                                                   |
| 1931 | 1931                                                    |                                                         | 1.081                                                   | 1.081                                                   |
| 1936 | 1936                                                    |                                                         | 1.132                                                   | 1.132                                                   |
| 1946 | 1946                                                    |                                                         | 1.096                                                   | 1.096                                                   |
| 1954 | 1954                                                    |                                                         | 1.112                                                   | 1.112                                                   |
| 1962 | 1962                                                    |                                                         | 1.153                                                   | 1.153                                                   |
| 1968 | 1968                                                    |                                                         | 1.189                                                   | 1.189                                                   |
| 1975 | 1975                                                    |                                                         | 1.214                                                   | 1.214                                                   |
| 1982 | 1982                                                    |                                                         | 1.297                                                   | 1.297                                                   |
| 1990 | 1990                                                    |                                                         | 1.289                                                   | 1.289                                                   |
| 1999 | 1999                                                    |                                                         | 1.219                                                   | 1.219                                                   |
| 2006 | 2006                                                    |                                                         | 1.367                                                   | 1.367                                                   |
| 2013 | 2013                                                    |                                                         | 1.485                                                   | 1.485                                                   |
| 2020 | 2020                                                    |                                                         | 1.387                                                   | 1.387                                                   |
| Quelle(n): EHESS/Cassini bis 1999, INSEE ab 2006 Anmerkung(en): Ab 1962 offizielle Zahlen ohne Einwohner mit Zweitwohnsitz |                                                         |                                                         |                                                         |                                                         |

Der signifikante Bevölkerungsrückgang zwischen 1793 und 1800 ist den Ereignissen des Aufstands der Vendée geschuldet.

## Sehenswürdigkeiten
- Pfarrkirche Saint-Rémy, Neubau im neugotischen Stil am 1. Oktober 1878 eingeweiht
- Kapelle Sainte-Avoye
- Schloss Clairembault, Neubau aus dem Jahre 1822

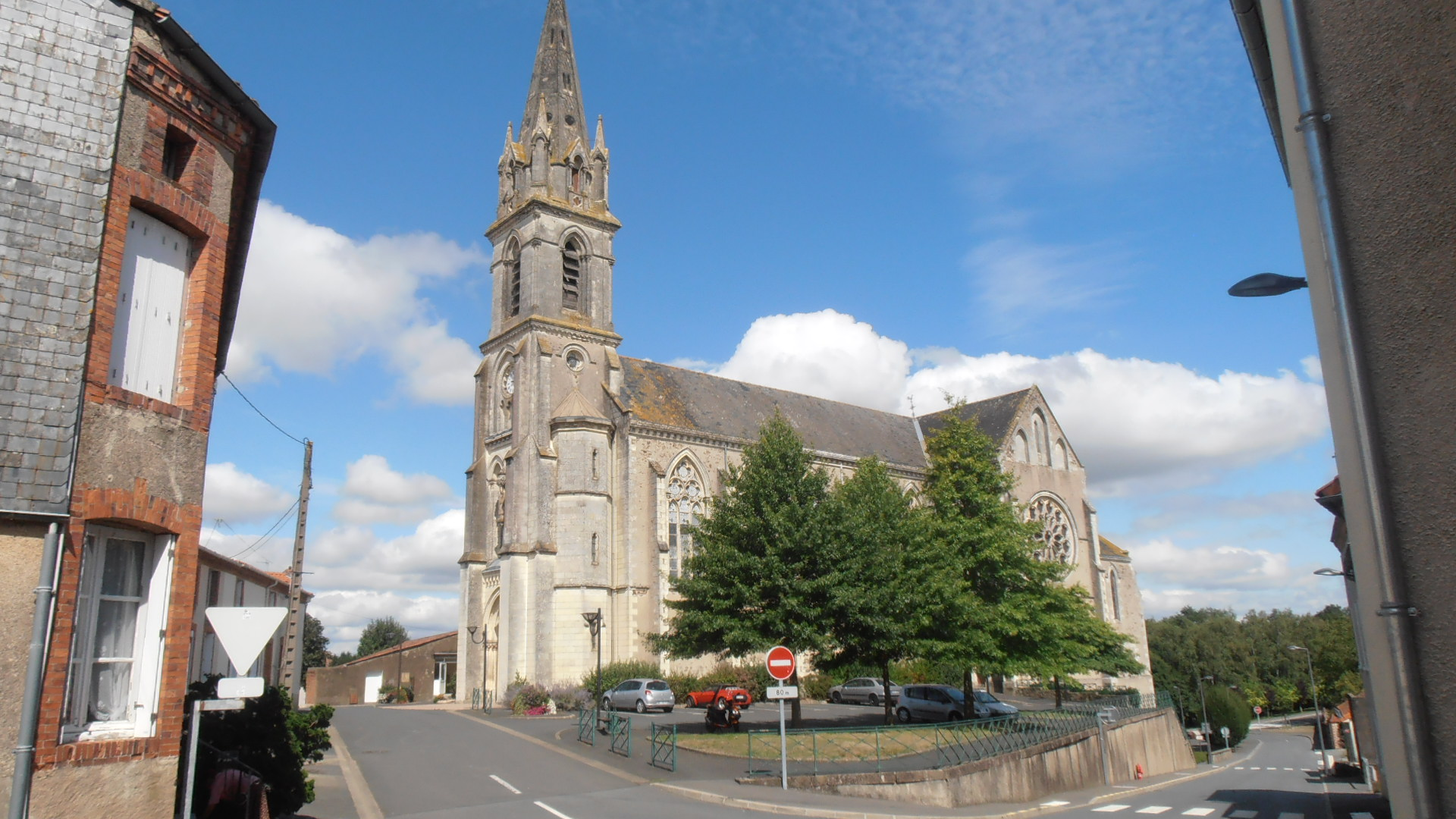
Pfarrkirche Saint-Rémy
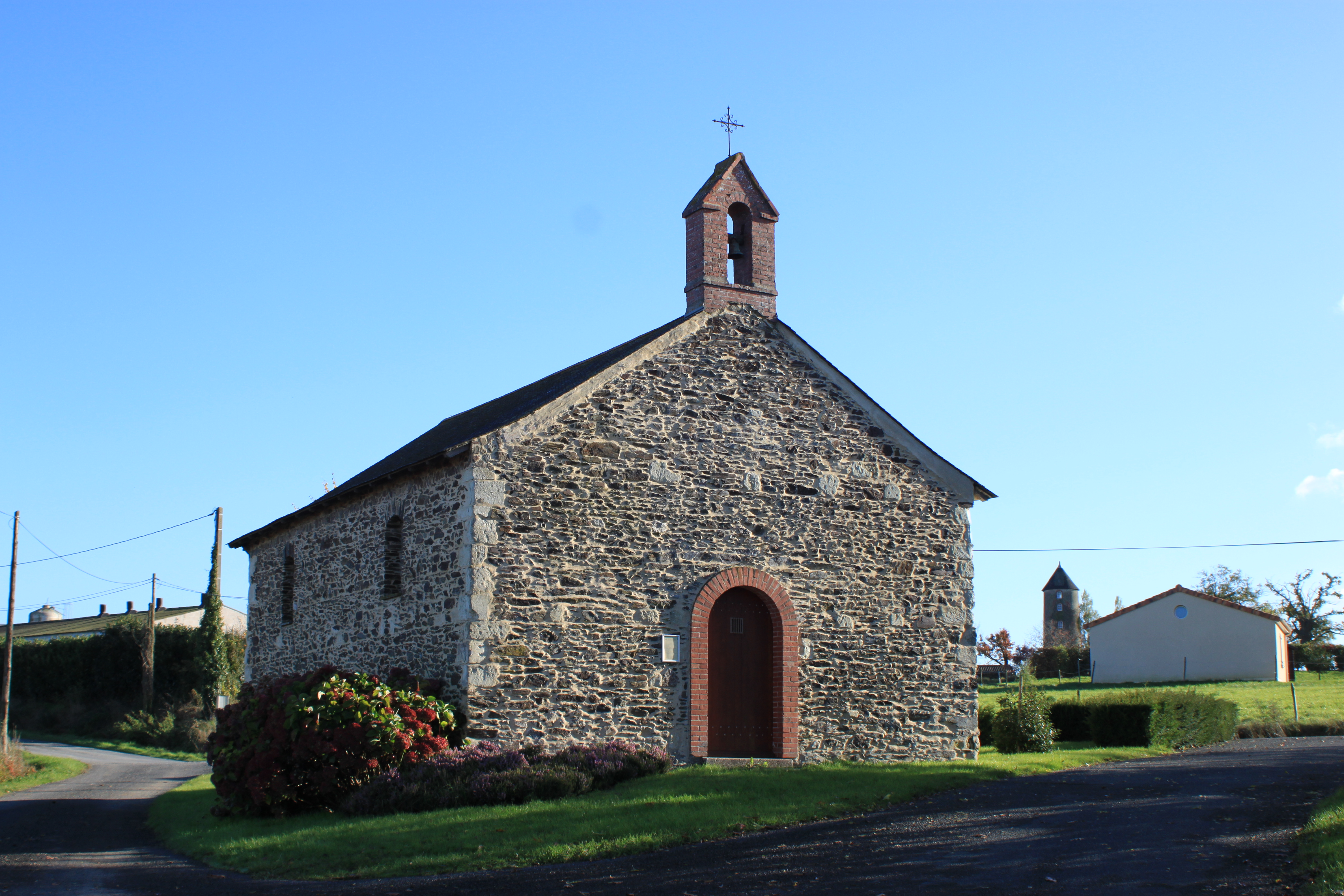
Kapelle Sainte-Avoye
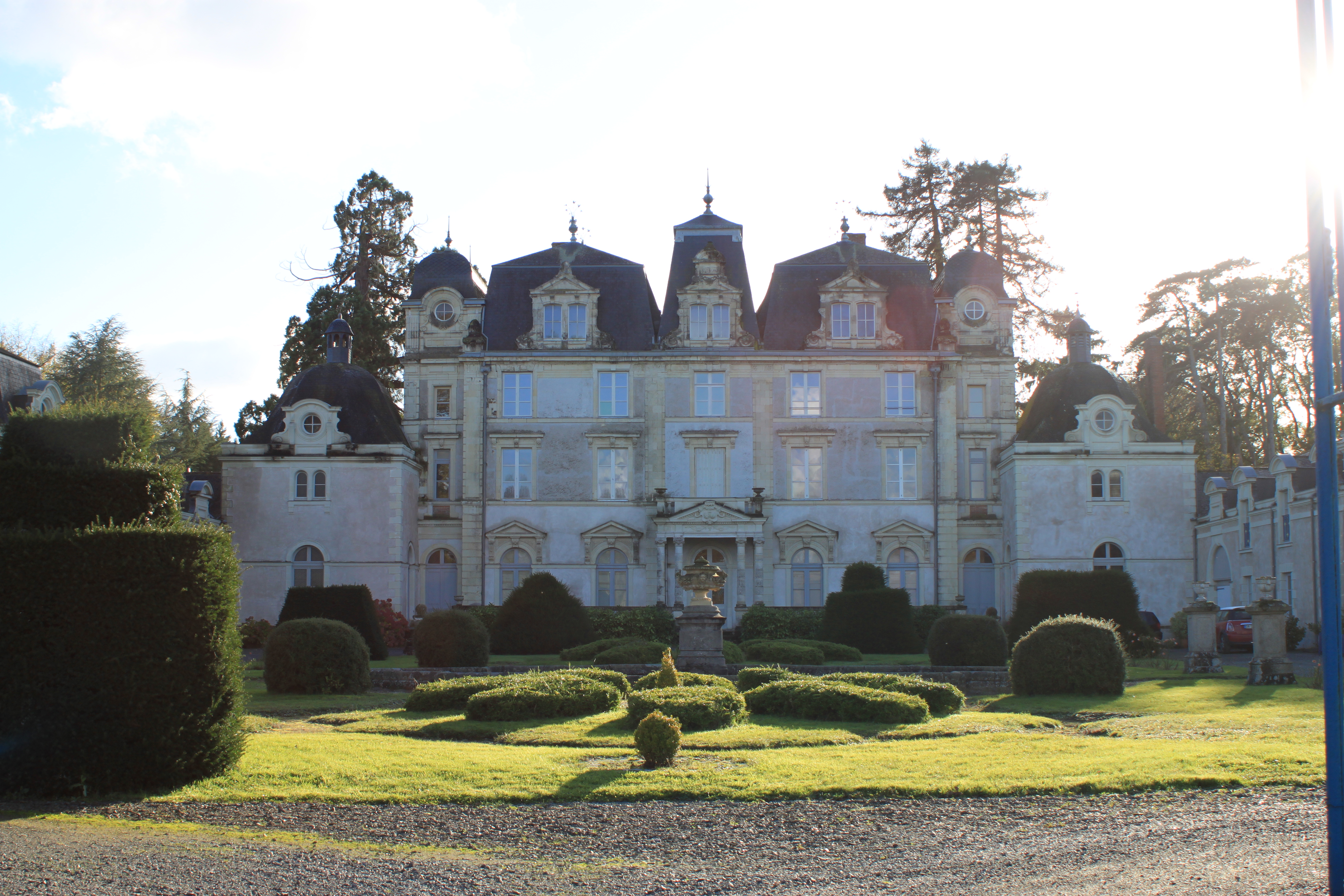
Schloss Clairembault